# Marten Liiv
Marten Liiv (Adavere, 23 december 1996) is een Ests langebaanschaatser.
In 2015 wist Liiv als eerste (en tot nu toe ook enige) schaatser uit Estland een medaille te winnen op het WK junioren: brons op de 1000 meter. In 2016 won hij in het Chinese Changchun brons op de 1000 meter. Hij wist zich ook te kwalificeren voor de Olympische Spelen 2018 in Pyeongchang en behaalde daar een achttiende plek op de 1000 meter. Liiv trainde afgelopen seizoenen met het nationale team van Polen mee en maakte in 2020 de overstap naar Team IKO. Hier woont hij samen met Sebas Diniz.
Op 7 januari 2023 eindigde hij op het EK sprint als derde op het podium.

## Persoonlijke records
| Afstand      | Tijd     | Datum            | Baan           |
| ------------ | -------- | ---------------- | -------------- |
| 500 meter    | 34,31    | 26 januari 2025  | Calgary        |
| 1000 meter   | 1.07,10  | 5 december 2021  | Salt Lake City |
| 1500 meter   | 1.46,11  | 11 december 2021 | Calgary        |
| 3000 meter   | 3.55,51  | 8 oktober 2016   | Inzell         |
| 5000 meter   | 6.55,21  | 12 maart 2016    | Changchun      |
| 10.000 meter | 15.18,26 | 23 november 2014 | Minsk          |

(laatst bijgewerkt: 26 januari 2025)

## Resultaten
| Jaar | EK Sprint                | WK Sprint                | WK Afstanden      | Olympische Spelen   | WK Junioren                                 |
| ---- | ------------------------ | ------------------------ | ----------------- | ------------------- | ------------------------------------------- |
| 2013 |                          |                          |                   |                     | 23e 500m                                    |
| 2014 |                          |                          |                   |                     | 24e 500m 35e 1000m 36e 1500m                |
| 2015 |                          |                          |                   |                     | 24e 500m 19e 1000m 23e 1500m 19e massastart |
| 2016 |                          |                          |                   |                     | 4e · (10e, 5e, , 15e)                       |
| 2017 | 16e (20e, 12e, 18e, 14e) |                          |                   |                     |                                             |
| 2018 |                          |                          |                   | 18e 1000m 33e 1500m |                                             |
| 2019 | 14e (16e, 11e, 17e, 15e) | 20e (23e, 22e, 18e, 17e) | 24e 1000m         |                     |                                             |
|      |                          |                          |                   |                     |                                             |
| 2021 | 9e (10e, 14e, 17e, 6e)   |                          | 15e 500m 5e 1000m |                     |                                             |
| 2022 |                          |                          |                   | 24e 500m 7e 1000m   |                                             |
| 2023 | · (, )                   |                          | 17e 500m 9e 1000m |                     |                                             |
| 2024 |                          | 8e (12e, 7e, 15e, 5e)    | 14e 500m 9e 1000m |                     |                                             |
| 2025 | 5e · (6e, 6e, , 5e)      |                          | 14e 500m 9e 1000m |                     |                                             |

(#, #, #, #) = afstandspositie op sprinttoernooi (500m, 1000m, 500m, 1000m) of op juniorentoernooi (500m, 1500m, 1000m, 5000m).
Team IKO
Joy Beune · Stijn van de Bunt · Mats van den Bos · Sebas Diniz · Michelle de Jong · Robin Groot · Pien Hersman · Marten Liiv · Dai Dai N'tab · Jesse Speijers · Bart Swings · Kayo Vos
Coach: Erwin ten Hove · Martin ten Hove · Erik Bouwman